# Hans-Joachim Pflüger
Hans-Joachim Pflüger (* 7. März 1949 in Ulm; † 25. Januar 2022 in Berlin) war ein deutscher Neurobiologe.

## Biografie
Pflüger wuchs in Neu-Ulm auf und besuchte das Kepler-Gymnasium Ulm bis zum Abitur 1968. Danach studierte er Chemie und Biologie an den Universitäten Stuttgart und Kaiserslautern, wo er 1974 das Staatsexamen ablegte. Er absolvierte ein Postgraduiertenstudium in Kaiserslautern und promovierte 1976. Über ein Postdoktoranden-Stipendium der DFG war er an der University of Cambridge. 1977 bis 1980 war er wissenschaftlicher Assistent an der Universität Bielefeld bei Professor Peter Görner, 1980 bis 1987 an der Universität Konstanz, wo er 1985 habilitiert wurde. Von 1987 bis zu seiner Emeritierung war Pflüger Professor der Neurobiologie und Funktionellen Neuroanatomie an der Freien Universität Berlin.
Ab 1991 war Pflüger Adjunct Professor an der University of Arizona in Tucson, USA.
Er starb im Januar 2022.

## Forschungsgebiet
Pflüger leitete eine internationale Arbeitsgruppe. Sein Forschungsinteresse galt der gesamten
Neurobiologie und Neuroethologie, seine Forschungsschwerpunkte lagen auf dem Gebiet der Entwicklung sensomotorischer Netzwerke sowie der Rolle von biogenen Aminen und der Funktion neuromodulatorischer Zellen bei Insekten. In der Lehre vertrat er ein breites Fächerspektrum aus der Zoologie und Tierphysiologie.